# Kalle Anka som turist
Kalle Anka som turist (engelska: Lake Titicaca) är en amerikansk kortfilm med Kalle Anka från 1955. Filmen är ursprungligen en del av långfilmen Saludos Amigos från 1942.

## Handling
Kalle Anka är på semester och har rest till Sydamerika. Efter att han försökt komma över sin höjdskräck bestämmer han sig för att göra en liten promenad bland bergen med en hyrd lama till hjälp, men det går inte riktigt som han tänkt sig.

## Om filmen
Filmen är ursprungligen en del av långfilmen Saludos Amigos som hade premiär i Brasilien augusti 1942 och i slutet av februari 1943 hade filmen premiär i USA.
Filmen släpptes som separat kortfilm första gången i Sverige och hade premiär den 24 augusti 1954 på biografen Spegeln i Stockholm. Den amerikanska premiären ägde rum den 18 februari 1955.

## Rollista
- Clarence Nash – Kalle Anka
- Fred Shields – berättare[7]